# روی کوپر
روی کوپر (انگلیسی: Roy Cooper؛ زادهٔ ۱۳ ژوئن ۱۹۵۷) سیاست‌مدار و وکیل آمریکایی است که هم‌اکنون از ژانویه ۲۰۱۷ به عنوان ۷۵مین فرماندار کارولینای شمالی فعالیت می‌کند. او پیش از آن از سال ۲۰۰۱ دادستان کل کارولینای شمالی بود و قبل از این در هر دو مجلس مجمع عمومی کارولینای شمالی فعالیت کرده بود. کوپر عضو حزب دمکرات کارولینای شمالی است.
او در انتخابات سال ۲۰۱۶ فرماندار جمهوری‌خواه وقت ایالت، پت مک‌کروری، را شکست داد.